# 八木逸郎

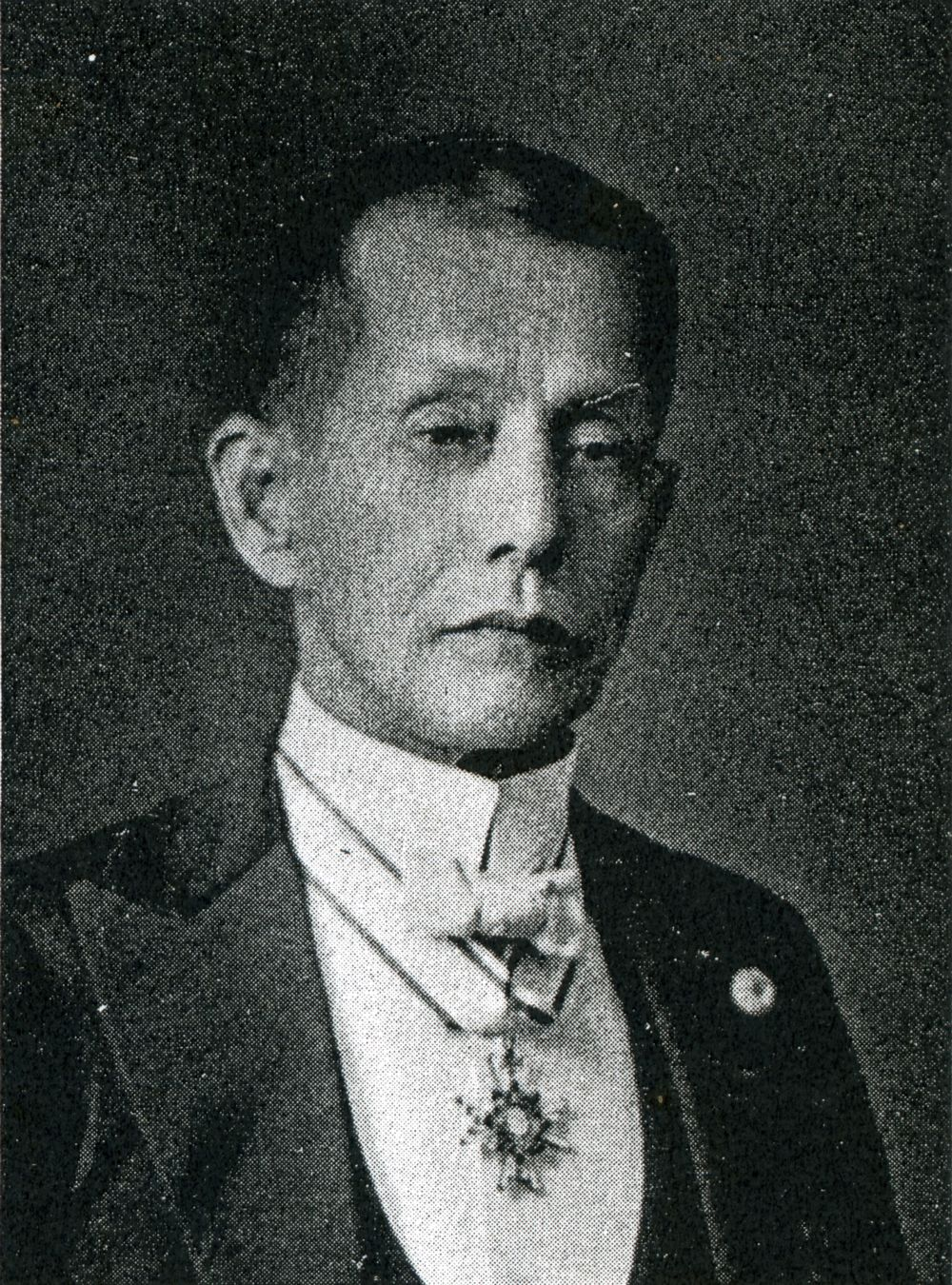
八木逸郎

八木 逸郎（やぎ いつろう、1863年10月21日（文久3年9月9日） - 1945年（昭和20年）1月4日）は、日本の医師、政治家。衆議院議員（奈良県選出、当選10回）。ドクトルメジチーネ。族籍は奈良県平民。

## 経歴
大和国奈良出身。八木重義の長男。大阪医学専門学校で学んだ後、東京帝国大学医科大学別科を卒業。その後、ドイツに留学し、ロストック大学を卒業し、ドクトルメジチーネの学位を授けられた。
帰国後、静養する。東京帝国大学医科大学附属第一医院副手となるが、間もなくこれを辞して奈良に帰る。医業に従事する。奈良町会議員、奈良市会議員、奈良県会議員、同参事会員、添上郡会議員に挙げられる。
1908年の第10回衆議院議員総選挙に出馬し、当選。立憲政友会、政友本党、立憲民政党に所属。その他、奈良市医師会会長、奈良県医師会会長、日本医師共済生命保険相互会社専務取締役などを務めた。
1914年、郷里の公職一切を辞し、居を東京に移す。

## 人物
宗教は神道。住所は奈良市東向中町、東向北町、東京市牛込区市谷仲之町。

## 家族・親族
八木家
- 父・重義[3]
- 母・えい（1837年 - ?、奈良、森澤勇の長女）[3][6]
- 妻・なつ（1874年 - ?、兵庫士族、石川季造の三女）[3][6]
- 長男[8]あるいは二男[3]・一男（1911年 - 1976年、日本社会党衆議院議員、部落解放運動家）
- 養子・高次（1892年 - ?、奈良、長女節の夫、金居楢太郎の二男）[8]
- 娘[3]
- 孫[8]

親戚
- 四女の夫の父・高木貞治[8]（理学博士、東京帝国大学名誉教授）

## 栄典
勲章
- 1942年（昭和17年）1月14日  - 勲二等瑞宝章[10]